# Leopardenmenschen

Mobutu Sese Seko mit Leopardenmütze auf einer alten zairischen Banknote

Leopardenmenschen oder Leopardenleute (frz. hommes-léopards; engl. leopard men, leopard people oder human leopards), auch Anioto (frz. aniotisme, aniotique), werden die Mitglieder von bestimmten Geheimbünden in Schwarzafrika bezeichnet, die einen Ahnen- und Geisterkult pflegen, bei dem ein Leopard im Mittelpunkt steht. Dem Kult liegt die Vorstellung zugrunde, dass sowohl ein Mensch von einem Tier als auch ein Tier von einem Menschen Besitz ergreifen kann. Zum Verbreitungsgebiet gehörten bis ins 20. Jahrhundert die Kolonien Belgisch-Kongo (Beni, Stanleyville, Équateur und Marungu), Französisch-Afrika, Sierra Leone, Nigeria, Goldküste, Liberia, Tanganjika und Angola. 
Nach Diedrich Westermann hatte der Bund seine größte Ausbreitung und Bedeutung in Sierra Leone und war bei den meisten Nachbarvölkern gleichfalls vorhanden (Tusu, Temne); in Liberia bei den Kpelle, Gola, Gbende und Gbunde.
Die Mitglieder des Bundes verwandeln sich ihrer Auffassung zufolge in Leoparden. Sie glauben Leoparden zu sein, ähnlich wie es beispielsweise den Vorstellungen über Werwölfe entspricht. Sie töten mit eisernen oder hölzernen Leopardenkrallen Menschen und verwenden Blut, Fett und Fleischteile zu magischen Zwecken. Auch andere Gerätschaften sind mit dem Zauber verbunden.
Zwischen 1850 und 1950 wurden etwa 1.000 Menschen bei den sogenannten Leopardenmorden getötet. Nach heutigem Stand der Wissenschaft waren die Leopardenmenschen allerdings nur für wenige dieser Morde verantwortlich.
Noch der langjährige Diktator des Kongo, Mobutu Sese Seko, nutzte den Mythos des Leoparden bei seiner Selbstdarstellung.

## Andere Geheimbünde
Neben den Leopardenmenschen gibt es in verschiedenen Regionen Afrikas weitere Geheimbünde, bei denen Tierverwandlungen in Löwen, Elefanten, Büffel, Affen oder Eulen eine Rolle spielen. Für die damaligen Kolonialmächte stellten derartige Geheimbünde ein großes Problem dar.